# بابارئیس
بابارئیس، روستایی از توابع بخش مرکزی شهرستان ملایر در استان همدان ایران است.

## جمعیت
این روستا در دهستان کوه سرده قرار دارد و براساس سرشماری مرکز آمار ایران در سال ۱۳۹۵، جمعیت آن ۵۱۰ نفر (۱۵۵خانوار) بوده‌است.